# Hersilia (Antigua Roma)

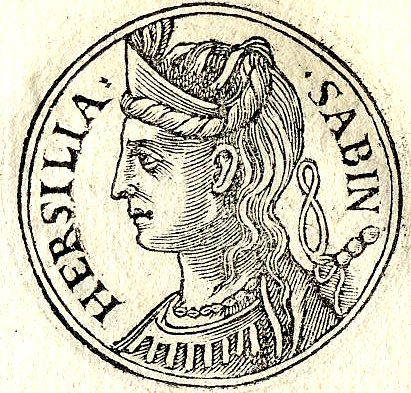
Retrato de Hersilia del Promptuarii iconum insigniorum de Guillaume Rouille. 1553.

Hersilia fue una dama romana de las tradiciones fundacionales de la ciudad de Roma considerada por unos autores clásicos la esposa de Rómulo, el legendario fundador de Roma, y por otros de Hostio Hostilio, antepasado del rey Tulo Hostilio.

## Leyenda

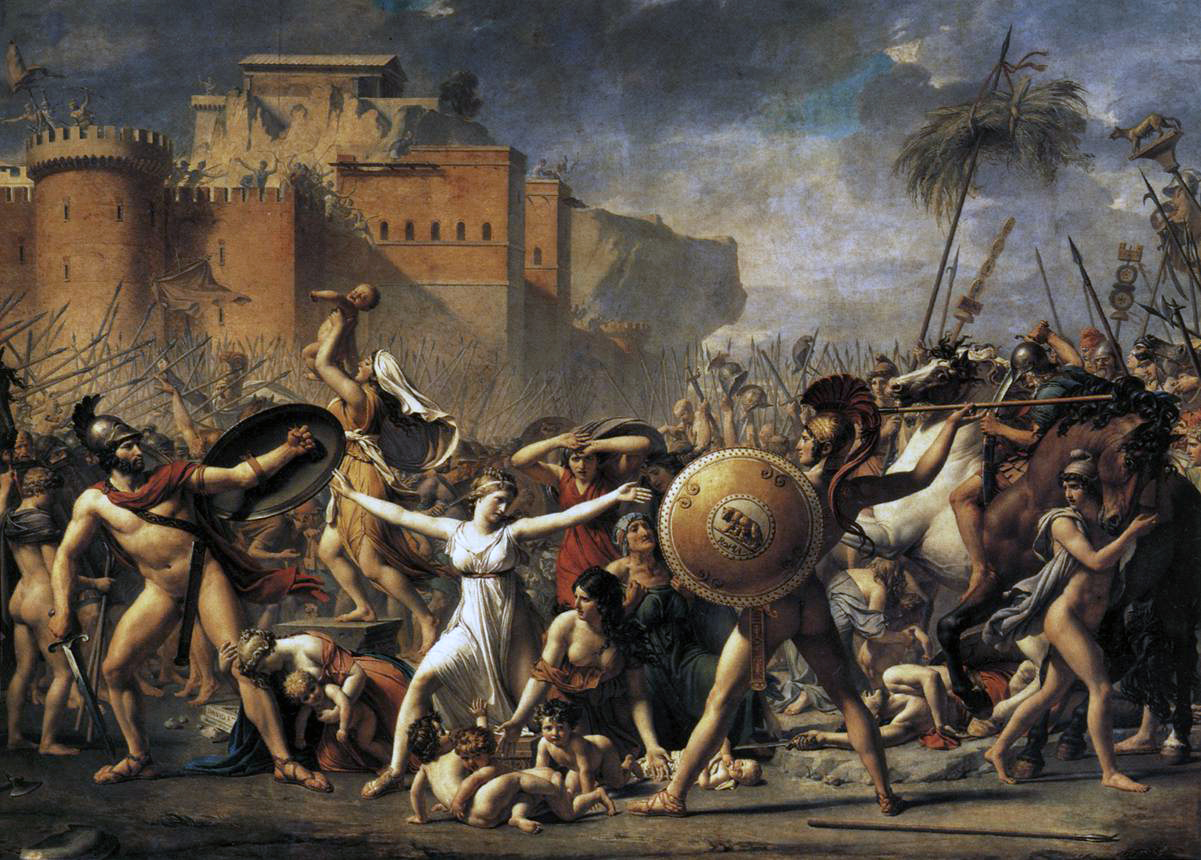
El rapto de las sabinas de Jacques-Louis David (1799) muestra el momento en que las sabinas se interponen entre los romanos y los sabinos

Hersilia fue hija de un sabino llamado Hersilio. Según diversas tradiciones estuvo casada con Rómulo  o con Hostio Hostilio, antepasado del rey Tulo Hostilio.
Actuó de mediadora entre los antemnates y Rómulo para solicitar que aquellos fuesen perdonados e incluidos en la ciudadanía romana. Sin embargo, otras tradiciones cuentan que fue una de las sabinas raptadas (o bien que siguió a su hija cuando fue raptada) y que fue la cabecilla de las mujeres sabinas que pidieron la reconciliación entre los sabinos y los romanos.

## Deificación
Cuando Rómulo, ya cumplida su misión fue arrebatado por su padre bajo el consentimiento de Júpiter para convertirse en dios, Hersilia le lloró desconsolamadamente como si estuviera perdido en algún lugar ignoto. Entonces, la reina de los dioses, Juno, compadecida, le envió a Iris para que le informara de que la iba a llevar a donde estaba su marido, pues había demostrado ser una buena esposa y merecía seguir gozando de su compañía también de dios. Así que Iris voló rauda a donde estaba Hersilia y cumplió con el encargo. Hersilia fue conducida por Iris y una estrella brillante a donde estaba Rómulo, que ahora llevaba el nombre de Quirino, y este al verla le muda su aspecto y le impone el nuevo nombre de Hora.